# 天津市足协杯
天津市足协杯，是一项天津市域范围内的杯赛，亦为中国足协杯资格赛天津赛区，由天津足协主办、天视体育发展有限公司承办，2016年创设，原名天津业余足协杯，2017年更名天津足协杯，2019年改为现名。杯赛冠军可代表天津参加中国足协杯。

## 赛制
32支球队分为8组，每组前两名晋级淘汰赛，之后进行单场淘汰赛（英文：single-elimination tournament），90分钟战平则直接进入点球大战分胜负。淘汰赛从1/8决赛展开，由小组首名对战另一小组次名。之后的四分之一决赛、半决赛、三四名决赛（半决赛落败方对战）至决赛会依次进行。

## 冠名
2016年，芦台春
2017年，岳龙泉
2018年，岳龙泉
2019年，-
2020年，-

## 历届决赛
| 年份 | 冠军         | 比分             | 亚军             | 球场           |
| ---- | ------------ | ---------------- | ---------------- | -------------- |
| 2016 | 天津滨海坤晟 | 11-0             | 华谊天诚         | 天津大学体育场 |
| 2017 | 天津滨海坤晟 | 3-1              | 天津生圣择奇     | 天津大学体育场 |
| 2018 | 天津滨海坤晟 | 1-1（点球：7-6） | 天津三源兴业锐虎 | 天津大学体育场 |
| 2019 | 天津富晟     | 3-2              | 天津求道         | 天津大学体育场 |
| 2020 | 天津滨海坤晟 | 1-0              | 天津煜腾恒泰     | 东丽区体育中心 |